# Немецсола
Немецсола (мар. Немычсола) — деревня в Моркинском районе Республики Марий Эл. Входит в состав Себеусадского сельского поселения.

## География
Находится в юго-восточной части республики Марий Эл на расстоянии приблизительно 23 км по прямой на северо-запад от районного центра посёлка Морки.

## История
Упоминается с 1859 года как околоток Царевококшайского уезда с 36 дворами и 240 жителями. От того, что основателем был немец из пугачёвского отряда, деревню начали называть Немецсола. В 1903 году здесь находилось 48 дворов, проживали 246 человек, большинство мари. В 1915 году в деревне было 58 дворов, в 1924 году проживали 279 человек, большинство мари. В 1932 году в деревне находились 77 хозяйств, проживали 350 человек, из них 332 человека — мари, остальные — русские. В 1959 году здесь находилось 79 домов и 365 жителей, большинство мари. В 1979 году в деревне находились 53 хозяйства, проживали 235 человек. В 2003 году было отмечено 41 хозяйство. В советское время работали промартель «Йошкар пеледыщ», колхозы «У вий», «Москва», «Дружба».

## Население
Население составляло 118 человек (мари 98 %) в 2002 году, 96 в 2010.